# Heike Freire
Heike Freire Rodríguez es una filósofa, psicóloga, pedagoga y activista española. Es considerada como un referente internacional en el establecimiento de unas bases pedagógicas sólidas para la educación en contacto con la naturaleza y creadora de la "pedagogía verde".

## Biografía
Creció en Asturias y con su abuela aprendió a amar la Tierra y a apreciar sus cuidados y sus beneficios para la salud. Licenciada en Psicología y en Filosofía por la Universidad de París X Nanterre, inició su carrera como asesora del gobierno francés en el Instituto de Educación Permanente de París, junto a antiguos colaboradores de Iván Illich y Paulo Freire. Cuando decidió ser madre, dejó su carrera profesional en París y se mudó a un pueblo de Extremadura, en la Vera (Cáceres).

### Trayectoria profesional
Docente, asesora, y ponente internacional, imparte conferencias, cursos y talleres por todo el mundo, desde los años noventa del siglo XX. Experta en Infancia e Innovación Educativa, sus investigaciones sobre las relaciones entre salud, bienestar y aprendizaje en la Naturaleza la han convertido en un referente internacional de la "pedagogía verde", un enfoque ecológico del desarrollo y el aprendizaje, que Freire viene desarrollando desde los años noventa, que plantea que el contacto del alumnado con la naturaleza debería ser frecuente y cotidiano, para aprovechar los beneficios cognitivos, de memoria, atención, aprendizaje y salud que aporta el entorno natural.
Periodista y escritora, ha dirigido las revistas Cuadernos de Pedagogía (Wolters Kluwer) y Mente Sana (RBA). Creadora y directora del Curso Superior de Pedagogía Verde, en colaboración con Florida Universitaria, una formación de postgrado que capacita profesionales del desarrollo humano en contacto con la Naturaleza. Forma parte del Consejo Asesor de la Cátedra de Renovación Pedagógica de la Universidad de Gerona, y del consejo de redacción de la revista Barbiana.

### Trayectoria activista
Activista por los derechos de la infancia y de la Tierra, ha colaborado con diversas organizaciones, como International Democratic Education Network (IDEN), GSIA (Grupo de Trabajo de Sociología de la Infancia y la Adolescencia), Ecologistas en Acción, la Fundación Félix Rodríguez de la Fuente o el Forum de Infancias.
En abril del año 2020, en la emergencia sanitaria por coronavirus, lanzó dos iniciativas para que los poderes políticos tuvieran en cuenta a la infancia en sus medidas de protección: con la iniciativa #CoronaInfancias, carta abierta al presidente del Gobierno de España y al ministro de Sanidad denunciaba la ausencia de niños y niñas y adolescentes del debate público. Firmaron la carta más de 3000 profesionales de la educación, la salud y la infancia. Junto con ella, lanzó una petición a través de change.org: Empatía y respeto a los derechos y necesidades de la infancia en la crisis del coronavirus, con más de 70.000 firmas.

## Obras
Autora de centenares de artículos, y de varias publicaciones:
- Educar en verde. Ideas para acercar a niños y niñas a la naturaleza (Graó, 2011) traducido a seis idiomas.[18]
- Coordinadora de la obra Infancia y Adolescencia (Wolters-Kluwer, 2012).[19]
- ¡Estate quieto y atiende!: Ambientes más saludables para prevenir los trastornos infantiles (Herder, 2017).[20]
- Patios Vivos para renaturalizar la escuela (Octaedro, 2019).[21]

## Premios y reconocimientos
- 2020 Premio Magisterio a los Protagonistas de la educación, en reconocimiento a la coherencia y excelencia de su trayectoria profesional.[22]